# BIOGRAPHY (来生たかおのアルバム)
『BIOGRAPHY』（バイオグラフィー）は、1979年にリリースされた来生たかおのベスト・アルバム（LP〈規格品番：MKF-1053〉／CT〈規格品番：CKG-1051〉）である。

## 概要
※ 原則的に、来生たかおは“来生”に省略、来生 えつこは“来生 えつこ”と表記。
初のベスト・アルバムで、既存のオリジナルアルバム『浅い夢』『ジグザグ』『By My Side』から選曲された8曲に他4曲を加えた構成であるが、ボーカルを録り直した楽曲（下記「収録曲」参照）も含まれている。
2003年11月26日には、本アルバムと『BIOGRAPHY II』を基調に収録曲を入れ替えたベスト・アルバム『GOLDEN☆BEST 来生たかお BIOGRAPHY』がリリースされている。
2018年12月19日ユニバーサルミュージックから紙ジャケット仕様で初CD化。(品番：UPCY-9872)

## パッケージの体裁

### アルバムタイトル
※“BIOGRAPHY”以外のもの
ジャケット
- CT：？
- LP：“BIOGRAPHY”“TAKAO KISUGI SONG BOOK”の併記

ケースの側面部
- CT：？
- LP：“BIOGRAPHY”“来生たかお ソング・ブック”の併記

帯
- LP（下記の前者）：“BIOGRAPHY”“来生たかお ソング・ブック”の併記
- LP（下記の後者）：“バイオグラフィー”

歌詞カードにも“来生たかお ソング・ブック”と記されている。
なお、各種ディスコグラフィーによっても表記は片仮名やアルファベットになっている。

### 帯のコピー
- LP：パステルのシンガー・ソング・ライター 音の印象派 “マイ・ラグジュアリー・ナイト／ほほえみの扉／そして、昼下り”自らここに収録
- LP：来生たかおフェア 確かな音楽活動と優しさに裏打ちされた来生たかおの世界を、今あなたのライブラリーに！ 「浅い夢」「ジグザグ」「By My Side」から選りすぐられた初期ベスト・セレクション！

## 収録曲
LP版・CT版
各曲の収録時間はLPの記載に準拠

### SIDE 1
1. 浅い夢（3：43）
  - 作詞：来生えつこ ／ 作曲：来生たかお ／ 編曲：福井峻
  - 第1段オリジナル・シングル（1976年10月1日リリース）及びオリジナルアルバム『浅い夢』に収録されたものとは異なり、ヴォーカルが録り直されている（前者2つのヴァージョンも互いにミックスが異なる）。
  - ベスト・アルバム『TAKAO GRAFFITI』（1984年12月1日リリース）で初めてCD化された。
  - 楽曲の詳細はオリジナル・アルバム『浅い夢』を参照。
2. そして、昼下り（4：14）
  - 作詞：来生えつこ ／ 作曲：来生たかお ／ 編曲：松任谷正隆
  - 第6弾オリジナル・シングル（1979年4月21日リリース）で、三浦友和他・主演の映画『黄金のパートナー』（東宝／1979年）の主題歌として使用された。楽曲名の隣にも“東宝映画「黄金のパートナー」主題歌”と添えられている。
  - オリジナル・アルバムには収録されておらず、ベスト・アルバム『THEME SONGS』（1992年9月13日リリース）で初めてCD化された。
3. 甘い食卓（3：44）
  - 作詞：来生えつこ ／ 作曲：来生たかお ／ 編曲：星勝
  - 楽曲の詳細はオリジナル・アルバム『ジグザグ』を参照。
4. 赤毛の隣人（3：54）
  - 作詞：来生えつこ ／ 作曲：来生たかお ／ 編曲：高中正義
  - 楽曲の詳細はオリジナル・アルバム『浅い夢』を参照。
5. 涙嫌い（3：59）
  - 作詞：来生えつこ ／ 作曲：来生たかお ／ 編曲：松任谷正隆
  - 楽曲の詳細はオリジナル・アルバム『By My Side』を参照。
6. 試練（4：59）
  - 作詞：来生えつこ ／ 作曲：来生たかお ／ 編曲：萩田光雄
  - 1978年6月25日に西郷輝彦がシングルとしてリリースした提供曲のカヴァー。
  - オリジナル・アルバムには収録されておらず、ベスト・アルバム『BEST SELECTIONS』（1987年12月1日リリース）で初めてCD化された。

### SIDE 2
1. 灼けた夏（4：18）
  - 作詞：来生えつこ ／ 作曲：来生たかお ／ 編曲：星勝
  - オリジナル・アルバム『ジグザグ』収録ヴァージョンで、第2弾オリジナル・シングル（1977年7月1日リリース）とはミックスが異なる。
  - 楽曲の詳細はオリジナル・アルバム『ジグザグ』を参照。
2. ほほえみの扉（4：17）
  - 作詞：来生えつこ ／ 作曲：来生たかお ／ 編曲：萩田光雄
  - 1978年11月1日に三浦友和がシングルとしてリリースした提供曲のカヴァー。第37弾オリジナル・シングル「Day by day」（2002年9月6日リリース）では、ピアノの弾き語りで再びカヴァーを試みている。楽曲提供の依頼は三浦自身からなされ、撮影現場でスタッフが聴いていた来生作品を気に入ったことがきっかけだったという[1]。なお、来生と三浦は音楽番組で競演も果たしている。
  - ベスト・アルバム『来生たかお作品集 Times Go By』（2001年5月リリース）で初めてCD化された。
3. ジグザグ（酔いどれ天使）（3：54）
  - 作詞：来生えつこ ／ 作曲：来生たかお ／ 編曲：星勝
  - 第3弾オリジナル・シングル「長雨-ながあめ-」（1977年10月1日リリース）及びオリジナル・アルバム『ジグザグ』収録ヴァージョンとは異なり、ヴォーカルが録り直されている。
  - ベスト・アルバム『GOLDEN☆BEST 来生たかお BIOGRAPHY』で初めてCD化された。
  - 楽曲の詳細はオリジナル・アルバム『ジグザグ』を参照。なお、オリジナルのタイトル表記は「ジグザグ-酔いどれ天使-」である。
4. 長雨（3：51）
  - 作詞：来生えつこ ／ 作曲：来生たかお ／ 編曲：星勝
  - 楽曲の詳細はオリジナル・アルバム『ジグザグ』を参照。なお、オリジナル・タイトル表記は「長雨-ながあめ-」である。
5. 片隅にひとり（3：32）
  - 作詞：来生えつこ ／ 作曲：来生たかお ／ 編曲：星勝
  - 楽曲の詳細はオリジナル・アルバム『By My Side』を参照。
6. マイ・ラグジュアリー・ナイト（4：49）
  - 作詞：来生えつこ ／ 作曲：来生たかお ／ 編曲：福井峻
  - しばたはつみがシングルとして1977年7月10日にリリースした提供曲のカバーで、第7弾オリジナル・シングル「あなただけGood Night」（1979年10月21日リリース）に収録されたのが初出である。
  - 本ヴァージョンはベスト・アルバム『TAKAO GRAFFITI』（1984年12月1日リリース）で初めてCD化された。
  - 東洋工業（現・マツダ）のCM楽曲コンペに出品され、小林亜星、筒美京平、阿久悠など、名立たる作詞家・作曲家を抑えて抜擢された楽曲で、タイトルは、該当車種「マツダ・コスモ」がラグジュアリーカーであったため、当初から決められていた。スポンサーや代理店へのプレゼンテーションとして書いた歌詞を元に、作曲及び歌詞全体を作って行ったが、最終的に手直しの要求が出された。その際、来生がオリジナル・アルバム『ジグザグ』の制作で渡米することになっていたため、前夜に姉弟は日本コロムビア（しばたの所属レコード会社）のロビーで慌しく作業に取り組んだという。作曲においては、しばたの魅力も踏まえ、歌謡曲のテイストを排したスタンダードナンバーが意識されている。なお、“愛”という言葉の使用に気恥ずかしさを感じていた来生えつこだったが、依頼主の要望に沿わせた本作品で吹っ切れたという[2]。
  - 麻倉未稀、山形由美などがカヴァーしており（後者はインストゥルメンタル）、また、椎名林檎はライヴにて披露している。

## 参加ミュージシャン
※ 記載なし

## 参加スタッフ
- Producer：多賀英典
- Director：本間一泰
- Recording Engineer：大野進、高城賢
- Cutting Engineer：富田忠男
- AD Designer：千木幸一
- Photo：近藤ノブ
- Stylist：Kumiko Yamaguchi
- Management：Kitty Artists Inc.
- Promotion：Kitty Music Corporation